# Tigers of Ambazonia
Die Tigers of Ambazonia, auch bekannt als Manyu Tigers oder Tigers of Manyu sind eine bewaffnete ambazonische separatistische Organisation. Die Miliz ist Teil des Ambazonia Self-Defence Council, einer Dachorganisation, die aus verschiedenen Rebellengruppen besteht, die für die Unabhängigkeit des von anglophonen Separatisten in Kamerun ausgerufenen Ambazoniens kämpfen. Die Tigers of Ambazonia sind hauptsächlich in Manyu und Meme aktiv.

## Geschichte

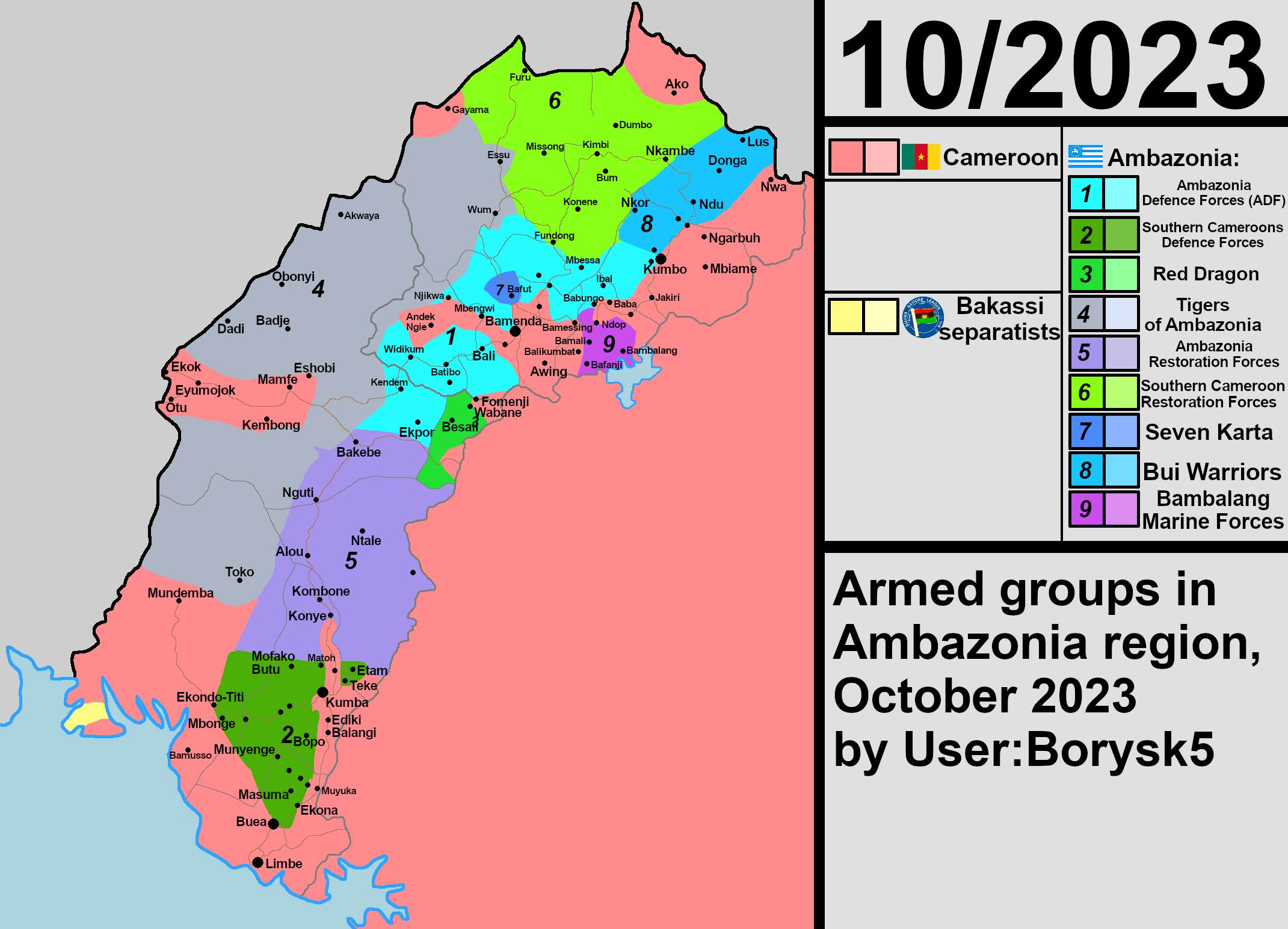
Präsenz ambazonischer Rebellengruppen in Kamerun im Oktober 2023

Die Tigers wurden im Herbst 2017 in Manyu gegründet und verfügten zunächst über 10 bis 30 Kämpfer. Sie waren eine von vielen bewaffneten lokalen Gruppen, die zu Beginn des Ambazonien-Konflikts gegründet wurden und die Kontrollposten der Streitkräfte Kameruns angriffen. Der rebellenfreundlichen Webseite Bareta News zufolge war einer der Gründe für die Schaffung der Tigers der Mord an Ekabe Nyongo, einem Chief in Manyu, der sich für die Separatistenbewegung eingesetzt hatte. Die Tigers überfielen Nyongos Beerdigung, nahmen einen anwesenden kamerunischen Soldaten als Geisel und erklärten einen Anhänger der Ambazonien-Bewegung zum neuen Chief von Manyu.
Am 14. Januar 2018 führten kamerunische Sicherheitskräfte einen Gegenschlag durch, um die Tigers zu liquidieren. Die Operation schlug jedoch fehl und stärkte den lokalen Rückhalt der Gruppe.
Im September 2018 kam es zu einem Gefängnisausbruch in Wum: schwer bewaffnete Separatisten drangen in das örtliche Gefängnis ein, lieferten sich Schusswechsel mit den Gefängniswärtern und befreiten etwa 100 Inhaftierte. Die Tigers of Ambazonia übernahmen anschließend die Verantwortung. Zu diesem Zeitpunkt hatten sie sich bereits dem Ambazonia Self-Defence Council angeschlossen. Die Tigers arbeiten außerdem mit den größeren Rebellengruppen Ambazonia Defence Forces und Southern Cameroons Defence Forces zusammen.
Die International Crisis Group schätzte die Größe der Organisation auf etwa 500 Kämpfer. 2020 wurde berichtet, die Tigers würden ländliche Gegenden um Mamfe kontrollieren und außerdem in Manyu aktiv sein, wo sie Patrouillen zur Eindämmung der COVID-19-Pandemie durchführten.
Am 6. November 2023 kam es zu einem Massaker an Zivilisten in Egbekaw in der Stadt Mamfe. Die Cameroon News Agency schrieb die Verantwortung für den Angriff den Tigers of Ambazonia zu, er sei ein Racheakt gegen die lokale Bevölkerung gewesen, die nigerianische Söldner beschäftigt hatte, die ein Mitglied der Tigers töteten.

## Anführer und Ideologie
Anführer der Gruppe sind Nchia Martin Achuo und Chia Martin.
Die Tigers hängen der Ambazonien-Bewegung an, deren Ziel ein von Kamerun unabhängiger Staat Ambazonien ist, der die Regionen Nord-Ouest und Sud-Ouest umfassen würde. Weiterhin lassen sich Einflüsse traditioneller afrikanischer Religionen finden. Der Name der Gruppe wird von dem Glauben abgeleitet, „einige der Tigers seien die Geister toter Ahnen, die ihren Gräbern entstiegen um ihr Volk zu verteidigen“. Der Glaube an übernatürlichen Schutz und Einfluss, auch odeshi genannt, ist bei ambazonischen Separatisten weit verbreitet.